# Левин, Кен
Кен Левин (англ. Ken Levine, родился 1 сентября 1966 года) — американский геймдизайнер, творческий директор и один из основателей компании Irrational Games. Левин известен прежде всего как создатель компьютерных игр BioShock, Thief: The Dark Project и System Shock 2. Левин был назван одним из «Лучших рассказчиков десятилетия» журналом Game Informer и в 2007 году стал «Человеком года» по версии портала 1UP. Он был удостоен награды Golden Joystick Awards за многолетний вклад в игровую индустрию, в том числе за игры System Shock 2 и BioShock.

## Жизнь и карьера

### До основания Irrational Games
Левин родился в еврейской семье в районе Флашинг, Куинс, Нью-Йорк. Он считает себя атеистом. Левин изучал драматическое искусство в колледже Вассар в Покипси, позже переехал в Лос-Анджелес в попытке найти работу в кинематографе. В этот период он написал два сценария. В 1995 году Левин был принят на должность геймдизайнера в студию Looking Glass Studios, ответив на их объявление о поиске сотрудников в журнале Next Generation Magazine. В Looking Glass Studios Левин работал вместе с дизайнером Дагом Черчем над разрабатываемым сценарием и дизайном компьютерной игры Thief: The Dark Project.

### Irrational Games
В 1997 году, до окончания работ над игрой Thief, Левин вместе с двумя другими сотрудниками, Джонатаном Чеем и Робертом Фермиром, покинул Looking Glass Studios и основал собственную студию по разработке компьютерных игр — Irrational Games. Первой игрой студии стала System Shock 2 — гибрид шутера от первого лица и компьютерной ролевой игры. Эта игра стала продолжением System Shock, разработанной и выпущенной Looking Glass Studios. При создании игры Левин выступил в качестве главного сценариста и дизайнера, выпущенная в 1999 году игра снискала успех у критиков.
Следующие игры, выпущенные Irrational Games — Freedom Force и её продолжение Freedom Force vs The 3rd Reich — были тактическими ролевыми играми, при создании которых Левин и Робб Уотерс — художник Irrational Games — вдохновлялись комиксами Серебряного века. Левин также работал над шутерами от первого лица Tribes: Vengeance и SWAT 4 — в качестве сценариста и исполнительного продюсера соответственно.
В то же время Irrational Games начала процесс подготовки к созданию BioShock — самой амбициозной и дорогостоящей игры студии с 2002 года. Её задумка была продиктована желанием Левина вернуться к повествовательному стилю System Shock 2. Игра прошла через многочисленные переделки и изменения и в итоге была выпущена в 2007 году. В 2005 году, в процессе работы над игрой, Левин, Чей и Фермир продали Irrational Games крупной компании-издателю Take-Two Interactive, продолжив работать уже в качестве её внутренней студии. Take-Two Interactive сменила название студии на 2K Boston — именно под этим названием Левин и его коллеги выпустили BioShock. Игра получила успех и у критиков, и у игроков, в дальнейшем её называли одной из лучших компьютерных игр в истории.
После выхода BioShock Левин на протяжении нескольких лет работал над игрой-«преемником» — BioShock Infinite. Эта игра также приобрела большой успех, собрав множество наград.

### После Irrational Games
18 февраля 2014 года Левин объявил о закрытии студии Irrational Games и вместе с пятнадцатью бывшими сотрудниками студии перешёл во внутреннюю студию Take-Two.
23 февраля 2017 года Irrational Games была переименована в Ghost Story Games. Костяк фирмы составили 12 бывших сотрудников Irrational Games, при этом номинально президентом и креативным директором остаётся Кен Левин.

### Писатель и сценарист
Левин выступал как консультант и соавтор при написании трёх книг, относящихся к медиафраншизе BioShock: BioShock: Rapture, BioShock Infinite: Mind in Revolt и The Art of BioShock Infinite. Большая часть Rapture и Mind in Revolt была написана не Левином, но он предоставил интеллектуальную собственность и цитаты, использованные авторами книг. Автором Rapture был Джон Ширли, а автором Mind in Revolt — Джо Филдер. Сам Левин написал вступление к изданию Deluxe Edition книги The Art of BioShock Infinite, опубликованной Dark Horse Comics.
В июне 2013 года было объявлено, что Левин напишет сценарий к ремейку научно-фантастического фильма «Бегство Логана». Левин продолжит карьеру геймдизайнера после завершения работы над «Бегством Логана».

## Игры
| Название                       | Год  | Роль                                             | Издатель                            |
| ------------------------------ | ---- | ------------------------------------------------ | ----------------------------------- |
| Looking Glass Studios          |      |                                                  |                                     |
| Thief: The Dark Project        | 1998 | Дизайнер и сценарист на ранних этапах разработки | Eidos Interactive                   |
| Irrational Games               |      |                                                  |                                     |
| System Shock 2                 | 1999 | Главный дизайнер, сценарист сюжета и диалогов    | Electronic Arts                     |
| Freedom Force                  | 2002 | Freedom Force Team, Voices                       | Electronic Arts, 2K Games           |
| Tribes: Vengeance              | 2004 | Сценарист                                        | Vivendi Games                       |
| Freedom Force vs the 3rd Reich | 2005 | Сценарист                                        | Electronic Arts, 2K Games           |
| SWAT 4                         | 2005 | Исполнительный продюсер                          | Vivendi Games, Sierra Entertainment |
| BioShock                       | 2007 | Сценарист, творческий директор                   | 2K Games, Feral Interactive         |
| BioShock Infinite              | 2013 | Сценарист, творческий директор                   | 2K Games, Aspyr                     |
| Ghost Story Games              |      |                                                  |                                     |
| Judas                          | TBA  | Главный дизайнер, сценарист сюжета и диалогов    | Ghost Story Games                   |